# Horst Sellentin
Horst Sellentin (* 14. September 1922 in Berlin; † 10. Mai 1973 in Hamburg) war ein deutscher Bariton und Chorleiter.

## Biografie
Sellentin begann als 10-Jähriger mit Klavierunterricht bei Ernst Zahn, Berlin. Gleichzeitig erlernte er das Cello-Spiel bei Kammermusiker Paul Erdmann. Sellentin studierte Komposition (Dirigent Carl Thomas), Cello (Erdmann) und Klavier (Steinbrücker) am Mohr’schen Konservatorium in Berlin.
Während des Wehrdienstes besuchte er ein Soldaten-Gaststudium am Konservatorium der Stadt Wien für Cello (Lenz), Gesang (Geyer)
und Dirigat (Victor Keldorfer).
Nach einer Verwundung in den allerletzten Kriegstagen kam er ins Lazarett nach Lübeck. Die Verwundung des rechten Armes verhinderte eine Laufbahn als Cellist. Daher nahm er ein privates Gesangsstudium bei Adele Bähnke in Lübeck.
Ab 1946 trat er als Sänger (Bariton) solistisch und im Chor an den städtischen Bühnen Lübecks auf.
Ab August 1946 war Sellentin Sänger im Chor des Nordwestdeutschen Rundfunks, Hamburg (später NDR).
1960 gründete er zusammen mit Max Thurn den Knabenchor des Norddeutschen Rundfunks Hamburg und war auch dessen Leiter. Nach Übernahme des Knabenchores durch die Hauptkirche St. Nikolai am Klosterstern, Hamburg, leitete Sellentin den nun Hamburger Knabenchor St. Nikolai genannten Chor bis 1971.
Sellentin war während seines Wirkens Chorleiter von folgenden Laienchören:
- Altonaer Doppelquartett von 1921
- Liedertafel Eintracht Jenfeld von 1897, Hamburg
- Volkschor Wandsbeck, Hamburg
- Gesangverein „Sängerlust“ von 1919, Hamburg
- Harburger Sängerchor von 1881, Hamburg
- Junger Männerchor, Hamburg

## Tonträger
- Unser Sandmännchen – Auf ins Traumland! Sony BMG Music Entertainment (Germany), München 2008
- Peter Tschaikowski: Eugen Onegin. Line Music, Hamburg 2005
- Giuseppe Verdi: Höhepunkte aus La traviata. Karussell, Hamburg; Polygram-Musik-Vertrieb, Hamburg [1986]
- Die allerschönsten Kinderlieder. Miller International, Quickborn 1975 und 1979